# 怡翠苑

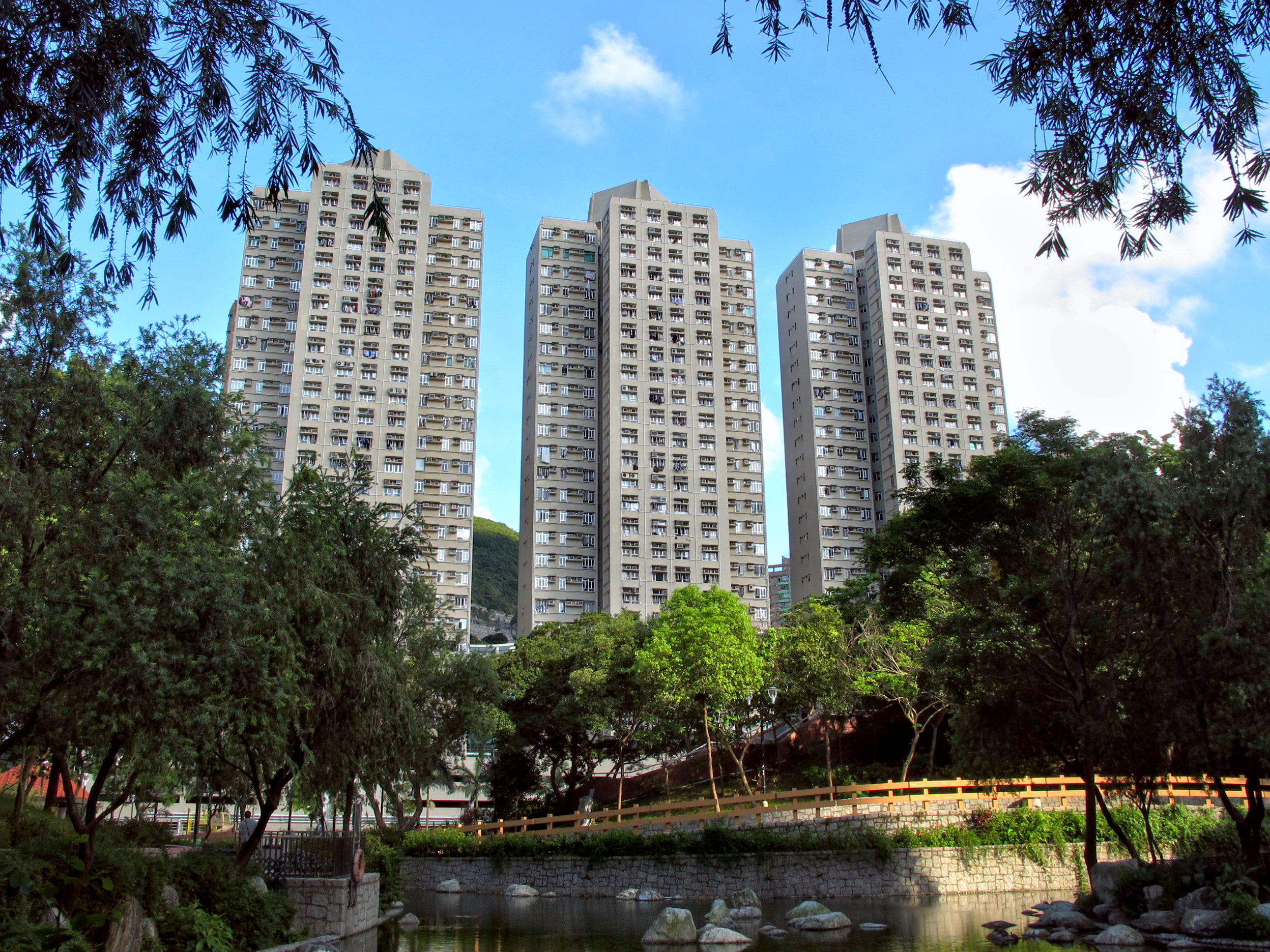

怡翠苑（英語：Yee Tsui Court）是香港房屋委員會居者有其屋計劃下的屋苑，位於香港島柴灣怡盛街1號，距離港鐵柴灣站約六分鐘步程，毗鄰柴灣公園和柴灣體育館。屋苑由德榮建築有限公司承建並於1981年落成，同年12月入伙。三座大廈為彈性十字型大廈二型設計。由於是1982年修例前出售的居屋屋苑之一，轉讓單位並不需要向香港房屋委員會申請補地價，一律都可以在公開市場自由轉讓。
屋苑現任物業管理公司為威格斯。

## 屋苑資料

### 樓宇
| 樓宇名稱（座號） | 樓宇類型     | 落成年份 | 層數 | 每層伙數 | 每座單位總數（伙） | 承建商   | 提供升降機的廠商    |
| ---------------- | ------------ | -------- | ---- | -------- | ------------------ | -------- | ------------------- |
| 暢怡閣（A座）    | 彈性十字二型 | 1981年   | 25   | 8        | 200                | 德榮建築 | 奧的斯 VIP-260 (DC) |
| 逸怡閣（B座）    | 彈性十字二型 | 1981年   | 25   | 8        | 200                | 德榮建築 | 奧的斯 VIP-260 (DC) |
| 樂怡閣（C座）    | 彈性十字二型 | 1981年   | 25   | 8        | 200                | 德榮建築 | 奧的斯 VIP-260 (DC) |

## 交通
怡翠苑公共交通配套完善。港鐵往返中環、金鐘、銅鑼灣及太古只需十多分鐘至20分鐘，尖沙咀和旺角亦只需30多分鐘。附近設有小巴站及巴士站，可往來港九新界各區。
怡翠苑設有停車場，提供住戶專用車位及訪客車位。

## 附近設施與建築
- 柴灣公園、柴灣體育館
- 足球場、籃球場、怡盛里臨時休憩處單車徑
- 青年廣場
- 新翠商場、環翠商場
- 柴灣市政大廈、漁灣街市
- Cinema City 柴灣